# Concoules (Lespéron)
Concoules est un ancien village situé à Lespéron, en France.

## Description
Concoules est un écart de la commune de Lesperon réputée dans la région pour ses festivités du 18 juin en l'honneur de l'appel du général Charles de Gaulle.

## Localisation
L'ancien village est situé sur la commune de Lespéron, dans le département français de l'Ardèche.

## Historique
Sont inscrits au titre des monuments historiques en 1982 :
- Les façades, toitures et cheminée du premier et du troisième étage de la tour
- Les vestiges de l'église